# Глубинний (Нижньогородська область)
Глубинний (рос. Глубинный) — селище в Борському міському окрузі Нижньогородської області Російської Федерації.
Населення становить 19 осіб. Входить до складу муніципального утворення Міський округ місто Бор.

## Історія
Від 2010 року входить до складу муніципального утворення Міський округ місто Бор.

## Населення
| 2002 | 2010 |
| ---- | ---- |
| 17   | ↗19  |